# 锡林街道
锡林街道，是中华人民共和国内蒙古自治区锡林郭勒盟二连浩特市下辖的一个乡镇级行政单位。

## 行政区划
锡林街道下辖以下地区：
团结社区、前进社区、石化社区、建设社区、南苑社区和兴安社区。